# نادي تنريفه ب
نادي ديبورتيفو تنريفة ب (بالإسبانية: Club Deportivo Tenerife "B")‏ هو الفريق الاحتياطي لنادي تنريفة، يقع مقره في سانتا كروث دي تنريفه في جزر الكناري . يلعبون حاليًا في الدوري الإسباني الدرجة الرابعة، ويقيمون مبارياتهم على أرضهم في مدينة خافيير بيريز الرياضية (بالإسبانية: Ciudad Deportiva Javier Pérez)‏، الذي يتسع إلى 1000 متفرج.

## تاريخ
في عام 1980، استحوذ نادي تنريفه على نادي ديبورتيفو سالود (بالإسبانية: Club Deportivo Salud)‏ (الذي تأسس عام 1961 وتم تسجيله في اتحاد كرة القدم في تنرفيه (بالإسبانية: Federación Tinerfeña de Fútbol)‏ في عام 1967) ليصبح فريقًا احتياطيًا لنادي تنريفه أفيشيونادوس (بالإسبانية: CD Tenerife Aficionados)‏ (تأسس عام 1960 باسم سي دي تنيريفه أتلتيكو (بالإسبانية: CD Tenerife Atlético)‏). لعب النادي لأول مرة في الدرجة الثالثة في 1989-90.
في عام 1992، تم تغيير اسم الفريق إلى يونين ديبرتيفو تيريفه سالود (بالإسبانية: Unión Deportiva Tenerife Salud)‏، وتنافس للمرة الثانية في المستوى الثالث في موسم 1995-1996 باسم تنريفه ب بالفعل، وهبط مرة أخرى على الفور. لقد أمضى الغالبية العظمى من العقود التالية في القسم الرابع .

## من موسم إلى موسم
- نادي ديبورتيفو تينيريفي "أفيشيونادوس "

| الموسم  | الدوري                         | اسم الدوري الفعلي بالإسبانية | الترتيب    | كأس ملك إسبانيا |
| ------- | ------------------------------ | ---------------------------- | ---------- | --------------- |
| 1960–61 | الدوري الإسباني الدرجة الرابعة | 1ª Reg.                      | التاسع     |                 |
| 1961–62 | الدوري الإسباني الدرجة الرابعة | 1ª Reg.                      | الحادي عشر |                 |
| 1962–63 | لم يشارك                       | لم يشارك                     | لم يشارك   |                 |
| 1963–64 | لم يشارك                       | لم يشارك                     | لم يشارك   |                 |
| 1964–65 | الدوري الإسباني الدرجة الخامسة | 2ª Reg.                      | البطل      |                 |
| 1965–66 | الدوري الإسباني الدرجة الرابعة | 1ª Reg.                      | التاسع     |                 |
| 1966–67 | الدوري الإسباني الدرجة الرابعة | 1ª Reg.                      | الثاني عشر |                 |
| 1967–68 | الدوري الإسباني الدرجة الرابعة | 1ª Reg.                      | الوصيف     |                 |
| 1968–69 | الدوري الإسباني الدرجة الرابعة | 1ª Reg.                      | الثاني عشر |                 |
| 1969–70 | الدوري الإسباني الدرجة الخامسة | 2ª Reg.                      | الثالث     |                 |
| 1970–71 | الدوري الإسباني الدرجة الخامسة | 2ª Reg.                      | الوصيف     |                 |
| 1971–72 | الدوري الإسباني الدرجة الرابعة | 1ª Reg.                      | الخامس     |                 |
| 1972–73 | الدوري الإسباني الدرجة الرابعة | 1ª Reg.                      | السابع     |                 |
| 1973–74 | الدوري الإسباني الدرجة الرابعة | 1ª Reg.                      | الثاني عشر |                 |
| 1974–75 | الدوري الإسباني الدرجة الخامسة | 2ª Reg.                      |            |                 |

| الموسم  | الدوري                         | اسم الدوري الفعلي بالإسبانية | الترتيب    | كأس ملك إسبانيا |
| ------- | ------------------------------ | ---------------------------- | ---------- | --------------- |
| 1975–76 | الدوري الإسباني الدرجة الخامسة | 2ª Reg.                      |            |                 |
| 1976–77 | الدوري الإسباني الدرجة الخامسة | 2ª Reg.                      | الرابع     |                 |
| 1977–78 | الدوري الإسباني الدرجة السادسة | 1ª Reg.                      | الثالث     |                 |
| 1978–79 | الدوري الإسباني الدرجة الخامسة | Reg. Pref.                   | العاشر     |                 |
| 1979–80 | الدوري الإسباني الدرجة الخامسة | Reg. Pref.                   | الثامن     |                 |
| 1980–81 | الدوري الإسباني الدرجة الرابعة | 3ª                           | التاسع     |                 |
| 1981–82 | الدوري الإسباني الدرجة الرابعة | 3ª                           | الثاني عشر |                 |
| 1982–83 | الدوري الإسباني الدرجة الرابعة | 3ª                           | التاسع عشر |                 |
| 1983–84 | الدوري الإسباني الدرجة الخامسة | Reg. Pref.                   | البطل      |                 |
| 1984–85 | الدوري الإسباني الدرجة الرابعة | 3ª                           | الرابع عشر |                 |
| 1985–86 | الدوري الإسباني الدرجة الرابعة | 3ª                           | الثامن عشر |                 |
| 1986–87 | الدوري الإسباني الدرجة الخامسة | Reg. Pref.                   | السادس     |                 |
| 1987–88 | الدوري الإسباني الدرجة الخامسة | Reg. Pref.                   | السابع     |                 |
| 1988–89 | الدوري الإسباني الدرجة الخامسة | Reg. Pref.                   | الثامن     |                 |
| 1989–90 | الدوري الإسباني الدرجة الخامسة | Reg. Pref.                   | السابع     |                 |

- 5 مواسم في Tercera División (مسمي الدوري الإسباني الدرجة الرابعة سابقا)

نادي ديبورتيفو سالود
| الموسم  | الدوري                         | اسم الدوري الفعلي بالإسبانية | الترتيب    | كأس ملك إسبانيا |
| ------- | ------------------------------ | ---------------------------- | ---------- | --------------- |
| 1967–68 | الدوري الإسباني الدرجة الخامسة | 2ª Reg.                      |            |                 |
| 1968–69 | الدوري الإسباني الدرجة الخامسة | 2ª Reg.                      | الرابع     |                 |
| 1969–70 | الدوري الإسباني الدرجة الخامسة | 2ª Reg.                      | العاشر     |                 |
| 1970–71 | الدوري الإسباني الدرجة الخامسة | 2ª Reg.                      | السابع     |                 |
| 1971–72 | الدوري الإسباني الدرجة الخامسة | 2ª Reg.                      |            |                 |
| 1972–73 | الدوري الإسباني الدرجة الخامسة | 2ª Reg.                      | الثامن     |                 |
| 1973–74 | الدوري الإسباني الدرجة الخامسة | 2ª Reg.                      |            |                 |
| 1974–75 | الدوري الإسباني الدرجة الخامسة | 2ª Reg.                      |            |                 |
| 1975–76 | الدوري الإسباني الدرجة الخامسة | 2ª Reg.                      |            |                 |
| 1976–77 | الدوري الإسباني الدرجة الخامسة | 2ª Reg.                      |            |                 |
| 1977–78 | الدوري الإسباني الدرجة السابعة | 2ª Reg.                      | الحادي عشر |                 |
| 1978–79 | الدوري الإسباني الدرجة السابعة | 2ª Reg.                      |            |                 |
| 1979–80 | الدوري الإسباني الدرجة السابعة | 2ª Reg.                      | البطل      |                 |
| 1980–81 | الدوري الإسباني الدرجة السادسة | 1ª Reg.                      | البطل      |                 |

| الموسم  | الدوري                         | اسم الدوري الفعلي بالإسبانية | الترتيب    | كأس ملك إسبانيا |
| ------- | ------------------------------ | ---------------------------- | ---------- | --------------- |
| 1981–82 | الدوري الإسباني الدرجة الخامسة | Reg. Pref.                   | البطل      |                 |
| 1982–83 | الدوري الإسباني الدرجة الرابعة | 3ª                           | السابع عشر |                 |
| 1983–84 | الدوري الإسباني الدرجة الرابعة | 3ª                           | السابع عشر |                 |
| 1984–85 | الدوري الإسباني الدرجة الرابعة | 3ª                           | السابع عشر |                 |
| 1985–86 | الدوري الإسباني الدرجة الرابعة | 3ª                           | الثالث عشر |                 |
| 1986–87 | الدوري الإسباني الدرجة الرابعة | 3ª                           | الحادي عشر |                 |
| 1987–88 | الدوري الإسباني الدرجة الرابعة | 3ª                           | الخامس     |                 |
| 1988–89 | الدوري الإسباني الدرجة الرابعة | 3ª                           | البطل      |                 |
| 1989–90 | الدوري الإسباني الدرجة الثالثة | 2ª B                         | العشرون    |                 |
| 1990–91 | الدوري الإسباني الدرجة الرابعة | 3ª                           | السادس عشر |                 |
| 1991–92 | الدوري الإسباني الدرجة الرابعة | 3ª                           | الحادي عشر |                 |
| 1992–93 | الدوري الإسباني الدرجة الرابعة | 3ª                           | العاشر     |                 |
| 1993–94 | الدوري الإسباني الدرجة الرابعة | 3ª                           | العاشر     |                 |
| 1994–95 | الدوري الإسباني الدرجة الرابعة | 3ª                           | الوصيف     |                 |

- موسم واحد في الدوري الإسباني الدرجة الثانية ب (مسمي الدوري الإسباني الدرجة الثالثة سابقا)
- 12 موسم في Tercera División (مسمي الدوري الإسباني الدرجة الرابعة سابقا)
- نادي ديبورتيفو تينيريفي "ب"

| الموسم    | الدوري                         | اسم الدوري الفعلي بالإسبانية | الترتيب    |
| --------- | ------------------------------ | ---------------------------- | ---------- |
| 1995–96   | الدوري الإسباني الدرجة الثالثة | 2ª B                         | الثامن عشر |
| 1996–97   | الدوري الإسباني الدرجة الرابعة | 3ª                           | الوصيف     |
| 1997–98   | الدوري الإسباني الدرجة الرابعة | 3ª                           | الثالث عشر |
| 1998–99   | الدوري الإسباني الدرجة الرابعة | 3ª                           | الثالث عشر |
| 1999–2000 | الدوري الإسباني الدرجة الرابعة | 3ª                           | التاسع     |
| 2000–01   | الدوري الإسباني الدرجة الرابعة | 3ª                           | التاسع     |
| 2001–02   | الدوري الإسباني الدرجة الرابعة | 3ª                           | الخامس     |
| 2002–03   | الدوري الإسباني الدرجة الرابعة | 3ª                           | الثالث     |
| 2003–04   | الدوري الإسباني الدرجة الرابعة | 3ª                           | الثامن عشر |
| 2004–05   | الدوري الإسباني الدرجة الخامسة | Int. Pref.                   | البطل      |
| 2005–06   | الدوري الإسباني الدرجة الرابعة | 3ª                           | السادس     |
| 2006–07   | الدوري الإسباني الدرجة الرابعة | 3ª                           | العاشر     |
| 2007–08   | الدوري الإسباني الدرجة الرابعة | 3ª                           | الثالث عشر |
| 2008–09   | الدوري الإسباني الدرجة الرابعة | 3ª                           | البطل      |
| 2009–10   | الدوري الإسباني الدرجة الثالثة | 2ª B                         | التاسع عشر |
| 2010–11   | الدوري الإسباني الدرجة الرابعة | 3ª                           | الثالث     |
| 2011–12   | الدوري الإسباني الدرجة الرابعة | 3ª                           | الثامن     |
| 2012–13   | الدوري الإسباني الدرجة الرابعة | 3ª                           | السادس     |
| 2013–14   | الدوري الإسباني الدرجة الرابعة | 3ª                           | الرابع     |
| 2014–15   | الدوري الإسباني الدرجة الرابعة | 3ª                           | السابع     |

| الموسم  | الدوري                         | اسم الدوري الفعلي بالإسبانية | الترتيب |
| ------- | ------------------------------ | ---------------------------- | ------- |
| 2015–16 | الدوري الإسباني الدرجة الرابعة | 3ª                           | التاسع  |
| 2016–17 | الدوري الإسباني الدرجة الرابعة | 3ª                           | الخامس  |
| 2017–18 | الدوري الإسباني الدرجة الرابعة | 3ª                           | البطل   |
| 2018–19 | الدوري الإسباني الدرجة الرابعة | 3ª                           | الرابع  |
| 2019–20 | الدوري الإسباني الدرجة الرابعة | 3ª                           | السادس  |
| 2020–21 | الدوري الإسباني الدرجة الرابعة | 3ª                           | الخامس  |
| 2021–22 | الدوري الإسباني الدرجة الخامسة | 3ª RFEF                      | الثالث  |
| 2022–23 | الدوري الإسباني الدرجة الخامسة | 3ª Fed.                      | السادس  |
| 2023–24 | الدوري الإسباني الدرجة الخامسة | 3ª Fed.                      | البطل   |
| 2024–25 | الدوري الإسباني الدرجة الرابعة | 2ª Fed.                      |         |

- موسمان في دوري الدرجة الثانية ب (مسمي الدوري الإسباني الدرجة الثالثة سابقا)
- موسم واحد في Segunda Federación (الدوري الإسباني الدرجة الرابعة حاليا)
- 23 موسم في Tercera División (مسمي الدوري الإسباني الدرجة الرابعة سابقا)
- 3 مواسم في Tercera Federación /Tercera División RFEF (الدوري الإسباني الدرجة الخامسة حاليا)

## البطولات
- الدوري الإسباني الدرجة الرابعة (Tercera División): (3) 1988–89، 2008–09، 2017–18
- كأس هيليودورو رودريغيز لوبيز: (5) 2001–02، 2002–03، 2007–08، 2008–09، 2014–15
- بطولة تنريفة: (2) 1981–82، 2004–05

## الفريق الحالي
آخر تحديث 11 سبتمبر 2024.. 
ملاحظة: تشير الأعلام إلى المنتخب الوطني على النحو المحدد في قواعد الأهلية للفيفا. قد يحمل اللاعبون أكثر من جنسية واحدة غير تابعة للفيفا.
| الرقم | البلد       | المركز | اللاعب                                        |
| ----- | ----------- | ------ | --------------------------------------------- |
| 1     | إسبانيا     | حارس   | موحى راموس                                    |
| 2     | إسبانيا     | مدافع  | سيزار ألفاريز                                 |
| 3     | إسبانيا     | مدافع  | بول باسا                                      |
| 4     | إسبانيا     | مدافع  | ماركوس أوتيرو                                 |
| 5     | غامبيا      | مدافع  | عمر جعيته (قائد الفريق)                       |
| 6     | إسبانيا     | وسط    | أوسكار كاسترو                                 |
| 7     | غينيا بيساو | مهاجم  | ساليفو كاروبيتش                               |
| 8     | إسبانيا     | وسط    | فيليكس ألونسو                                 |
| 9     | إسبانيا     | مهاجم  | إيثيان جونزاليس                               |
| 10    | إسبانيا     | وسط    | ديلان بيريرا                                  |
| 11    | إسبانيا     | مهاجم  | الحسن مانجام                                  |
| 12    | السنغال     | مهاجم  | ماني (على سبيل الإعارة من Comercial do Tietê) |
| 13    | إسبانيا     | حارس   | مارتن كاسكاجو                                 |
| 14    | إسبانيا     | مدافع  | أدريان بيريز                                  |
| 15    | إسبانيا     | مدافع  | جولين زوبيلزو                                 |

| الرقم | البلد     | المركز | اللاعب                                    |
| ----- | --------- | ------ | ----------------------------------------- |
| 16    | إسبانيا   | وسط    | أدريان توليدو                             |
| 17    | إسبانيا   | مهاجم  | ايرام جوزمان                              |
| 18    | فنزويلا   | وسط    | كارلوس فايا                               |
| 19    | إسبانيا   | مدافع  | جيوفاني جارسيا                            |
| 20    | إسبانيا   | مهاجم  | داودا دمبله                               |
| 21    | إسبانيا   | مهاجم  | خورخي باديلا                              |
| 22    | إسبانيا   | مهاجم  | أنطونيو أركوس                             |
| 23    | إسبانيا   | وسط    | فران سابينا                               |
| 25    | إسبانيا   | حارس   | آرون ألونسو                               |
| 28    | فنزويلا   | مدافع  | دييغو جوفيا                               |
| 29    | إسبانيا   | وسط    | داني فرنانديز                             |
| 30    | إسبانيا   | وسط    | اليكس راميريز                             |
| 31    | الأرجنتين | مدافع  | ماتياس بيزوليسي                           |
|       | إسبانيا   | مدافع  | غابرييل بالميرو (معار من نادي لاس بالماس) |

## روابط خارجية
- الموقع الرسمي باللغة الإسبانية
- الملف الشخصي لفريق كرة القدم باللغة الإسبانية